# Min Bror
|  | Denne artikel er oprettet af botten PalnaBot ud fra en ekstern database. Den kan derfor have sproglige fejl eller mangler. Denne skabelon kan fjernes efter kontrol af indholdet. |

Min Bror er en kortfilm instrueret af Ulaa Salim efter manuskript af Ulaa Salim, Ulaa Salim.

## Handling
Min Bror er historien om et stærkt venskab i en rå verden. Barndomsvennerne Amir og Malik har kun hinanden og ønsker begge at komme væk fra det hele og leve et normalt liv. Vi følger drengenes kamp, mens de prøver at komme helskindet igennem en verden, de ikke hører til i.